# جيمس هارفي روبنسون
جيمس هارفي روبنسون (بالإنجليزية: James Harvey Robinson)‏ هو مؤرخ أمريكي، ولد في 29 يونيو 1863 في بلومنجتون في الولايات المتحدة، وتوفي في 16 فبراير 1936 في نيويورك في الولايات المتحدة.

## وصلات خارجية
- جيمس هارفي روبنسون على موقع الموسوعة البريطانية (الإنجليزية)
- جيمس هارفي روبنسون على موقع إن إن دي بي (الإنجليزية)